# Martha Vasconcelos
Martha Peçanha de Vasconcelos (Rio de Janeiro, 1970 ou 1969), é uma árbitra brasileira, filiada à FIFA e graduada em educação física.

## Biografia
Foi considerada a árbitra feminina que mais atuou na série “A” do Campeonato Brasileiro de 2005, sendo indicada para vaga feminina da FIFA em 2005.
Em 2006, aos 36 anos, Martha Peçanha Vasconcelos, natural do Rio de Janeiro, na época professora de educação física e com uma carreira de 14 anos na arbitragem, realizou um sonho de longa data: foi selecionada para integrar o Quadro da FIFA. Com isso, ela somou ao quadro da organização, totalizando 7 árbitras brasileiras, dentre os 26 brasileiros credenciados pela FIFA.
Em 2007, Martha foi escalada para apitar o jogo entre Botafogo e Friburguense, no Maracanã, pela Taça Rio, segundo turno do Campeonato Carioca.